# Дотаку
Дотаку (яп. 銅鐸 до:таку) — разновидность бронзовых колоколов в древней Японии периода Яёй. Встречаются в основном на археологических стоянках региона Кинки. Точное предназначение дотаку неизвестно, предполагается, что они использовались во время ритуальных обрядов, связанных с культом земледелия. Иногда дотаку относят к металлической скульптуре.
Один из экземпляров дотаку, найденный в префектуре Кагава, включён в список национальных сокровищ Японии.

## История

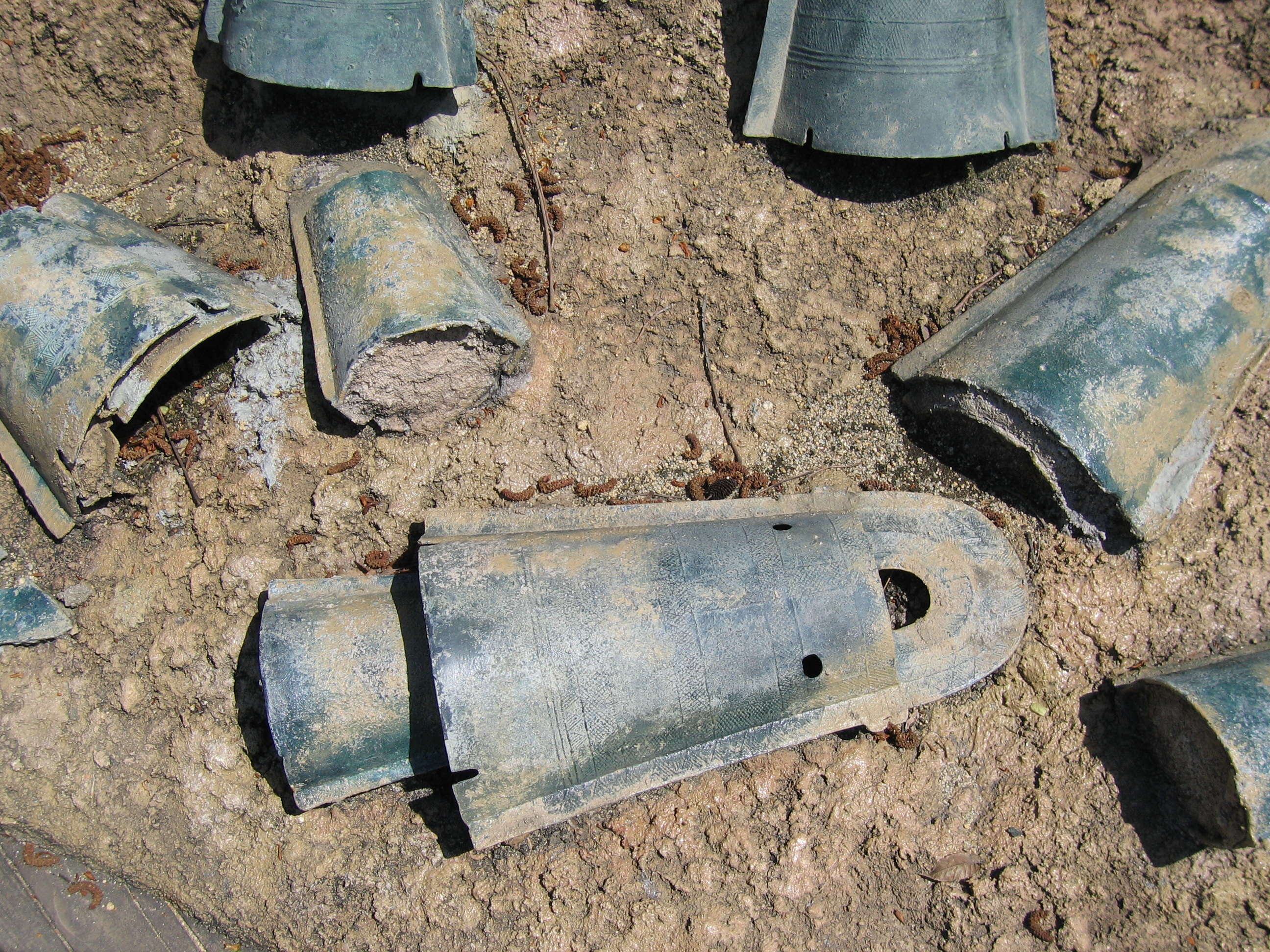
Дотаку со стоянки Камо-Ивакура в префектуре Симане, где было найдено наибольшее на сегодняшний день количество колоколов — 39 штук

Считается, что прототипами дотаку были небольшие нашейные колокольчики для скота, использовавшиеся на территории современного Китая, которые вероятно попали в Японию в 1 тысячелетии до н. э., однако в самом Китае не найдено бронзовых колоколов, похожих на дотаку. На них похожи корейские бронзовые колокольчики, намного меньшие по размерам и меньше покрытые орнаментом, в отличие от японских образцов.
На сегодняшний день в Японии найдено около 400 дотаку, в основном в центральной части острова Хонсю.
В основном их находят на невысоких холмах вблизи древних поселений, на глубине 15-20 см от поверхности земли, гораздо реже — на равнинах; в самих поселениях или могильниках находки отсутствуют, соответственно, предполагается, что колокола принадлежали всей общине, а не одному человеку.
Дотаку находят, как правило, по одному, реже небольшими группами (по 2, 3, 4 или 7 шт). По результатам археологических раскопок часто находят лежащие горизонтально дотаку, причем расположены они таким образом, что нижняя часть одного колокольчика направлена к верхней стороне другого. Изредка дотаку находят вместе с другими ритуальными предметами: культовым оружием — бронзовыми алебардами дока (яп. 銅戈), мечами докэн (яп. 銅剣) или копьями дохоко (яп. 銅矛, 銅鉾), зеркалами докё (яп.  銅鏡). Некоторые исследователи полагают, что ритуальное захоронение колоколов в земле производилось с целью накопления в них жизненной силы Земли в то время, пока они не используются.

## Описание

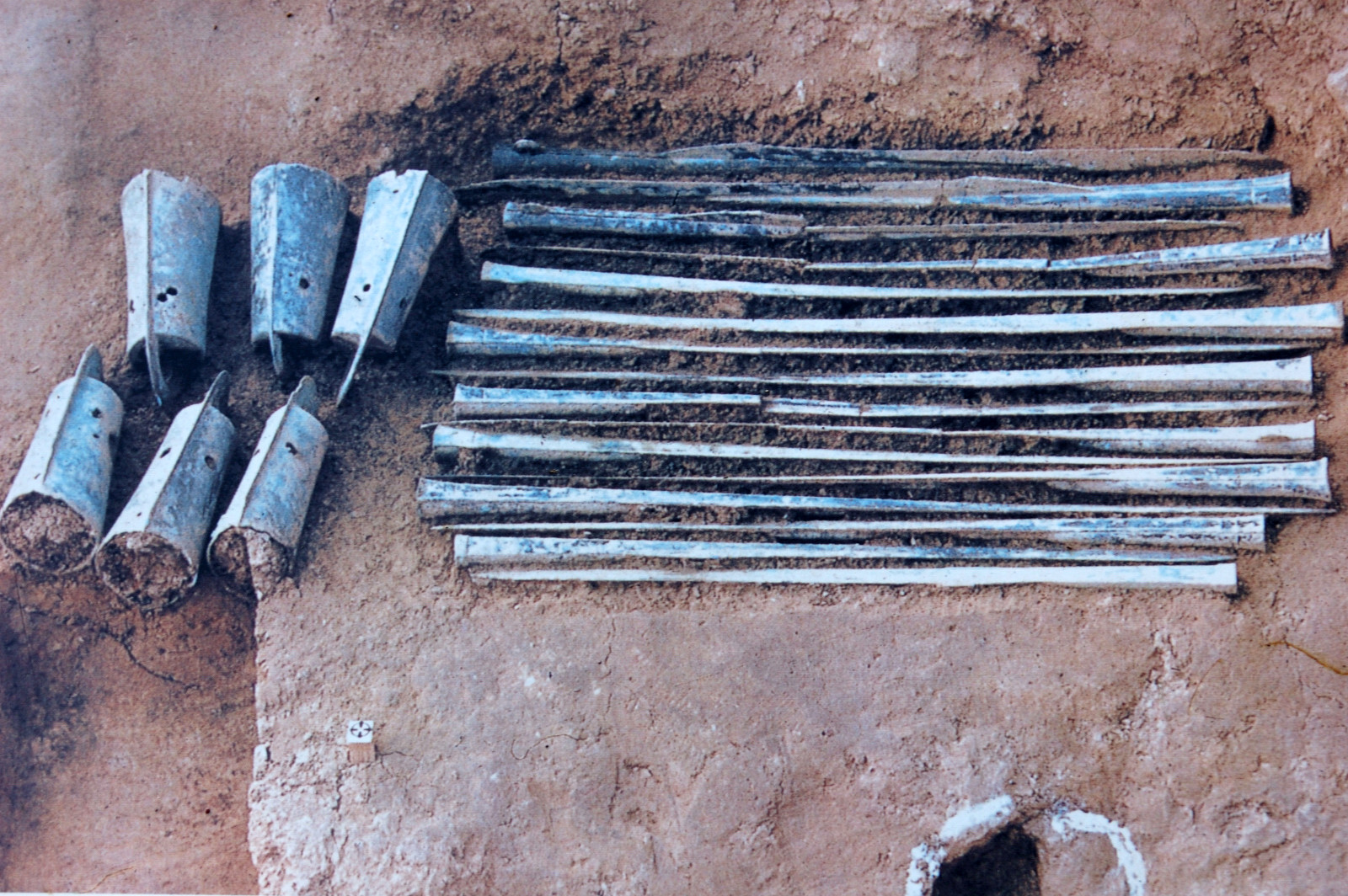
Дотаку со стоянки Кодзиндани в префектуре Симане, где было найдено несколько колоколов (включая бронзовые мечи и копья)

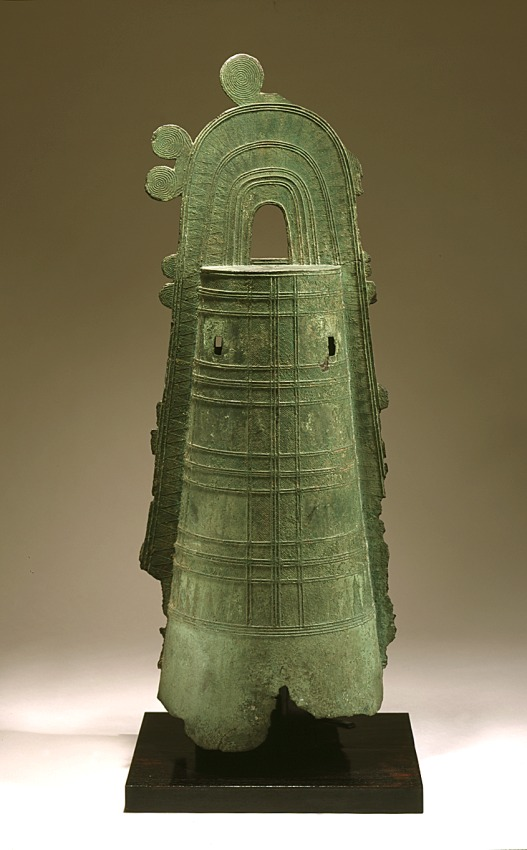
Дотаку (бронза в форме колокола), период Яёй, II-I век до н. э.

Высота дотаку — от 10 до 130 сантиметров. Колокола отливали из привозного корейского металла. Матрицы для отливок обнаружены на острове Кюсю в префектурах Фукуока и Сага. Постепенно центр производства дотаку переместился в центральную Японию — в регион Кинки и его окраины, восточный Сикоку, северно-восточный Тюгоку и район современной префектуры Айти. Начиная со второй половины 2-го тысячелетия региональная дифференциация японских бронзовых колоколов по форме и орнаменту исчезла.
Найденные колокола имеют овальное поперечное сечение, верхняя часть выполнена в форме дуги, срезанной с двух сторон и украшенной орнаментом. На нижней части колокола орнамент отсутствует. Встречаются образцы с выступающим бортиком с двух сторон по всей длине колокола.
Выделяют несколько этапов эволюции бронзовых колоколов, которые заключались в увеличении их размеров и изменении способа использования.
По этим этапам различают несколько видов дотаку. Ранние экземпляры дотаку имели небольшие размеры и внутренний или наружный язычок, который издавал звук при раскачивании или ударе по колоколу. Вероятно, колокола этих типов использовались в сельскохозяйственных обрядах как ритуальные музыкальные инструменты. Начиная с конца I века дотаку видоизменились — увеличились размеры, колокола стали покрывать орнаментом, их музыкальная функция осталась прежней.
Во II веке размеры дотаку стали огромными, форма — более вытянутой, колокола были слегка изогнуты по бокам, их покрывали сложным орнаментом, язычок отсутствовал.
Такие дотаку служили в качестве сакральных созерцательных предметов. Колокола этого типа украшали волнообразными, зубчатыми и сетчатыми узорами, а иногда примитивными рисунками, изображающими строения или предметы быта (лодки рыбаков, дома на высоких сваях), сцены из повседневной жизни (охота, рыбная ловля, сбор урожая, танцы на праздниках урожая), людей или животных (олени, кабаны, свиньи, цапли, ящерицы, черепахи, стрекозы, пауки и богомолы).
Перечисленные выше насекомые являются естественными врагами насекомых-вредителей, поедающих рис на заливных полях, из чего историки делают вывод, что колокола дотаку связаны с культом земледелия и использовались на праздниках, а также во время ритуальных церемоний, чтобы обеспечить обильный урожай.